# Daiya Seto
Daiya Seto (瀬戸 大也?, Seto Daiya; Moroyama, 24 maggio 1994) è un nuotatore giapponese, specializzato nei misti e nella farfalla.

## Carriera

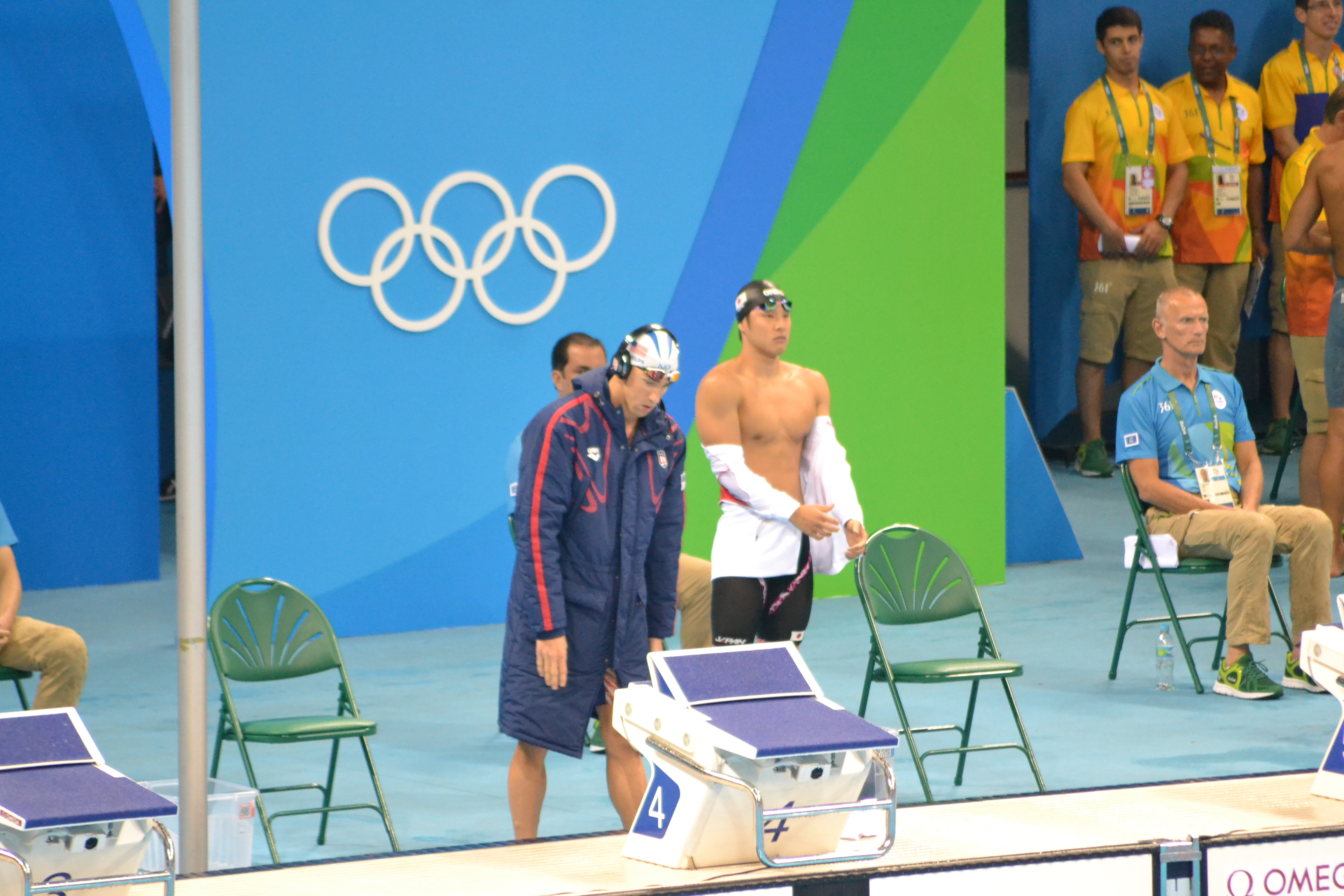
Daiya Seto ai Giochi olimpici di.

Primo asiatico della storia a vincere una medaglia d'oro ai mondiali nei misti, è stato campione mondiale sia sui 200m che sui 400m misti (gara che ha vinto per tre volte in carriera). È, inoltre, detentore del record asiatico nei 200 metri misti e del record mondiale nei 400 metri misti in vasca corta.
La Federazione del nuoto giapponese (JASF) lo ha sospeso per quattro mesi dal 14 ottobre 2020, imponendogli anche l'obbligo di rinunciare al ruolo di capitano della squadra olimpica, con la motivazione di aver violato di codice etico, per aver intrattenuto una relazione extraconiugale. Tornerà a gareggiare al Japan Open, in programma dal 4 al 7 febbraio 2021. Per lo stesso motivo la All Nippon Airways Co. Ltd. ha interrotto il rapporto di sponsorizzazione.

## Palmarès
- Giochi olimpici

Rio de Janeiro 2016: bronzo nei 400m misti.
- Mondiali

Barcellona 2013: oro nei 400m misti.
Kazan 2015: oro nei 400m misti.
Budapest 2017: bronzo nei 200m farfalla e nei 400m misti.
Gwangju 2019: oro nei 200m misti e nei 400m misti e argento nei 200m farfalla.
Budapest 2022: bronzo nei 200m misti.
Fukuoka 2023: bronzo nei 400m misti.
Doha 2024: bronzo nei 400m misti.
- Mondiali in vasca corta

Istanbul 2012: oro nei 400m misti e argento nei 200m misti.
Doha 2014: oro nei 400m misti, argento nei 200m farfalla e bronzo nei 200m misti.
Windsor 2016: oro nei 400m misti, argento nei 100m misti e bronzo nei 200m farfalla, nei 200m misti e nella 4x200m sl.
Hangzhou 2018: oro nei 200m farfalla e nei 400m misti.
Abu Dhabi 2021: oro nei 200m misti e nei 400m misti.
Melbourne 2022: oro nei 200m rana e nei 400m misti, argento nei 200m farfalla.
- Campionati panpacifici

Gold Coast 2014: oro nei 200m farfalla e bronzo nei 200m misti.
Tokyo 2018: oro nei 200m farfalla e bronzo nei 400m misti.
- Giochi asiatici

Incheon 2014: oro nei 200m farfalla e nella 4x200m sl e bronzo nei 400m misti.
Giacarta 2018: oro nei 200m farfalla e nei 400m misti.
Hangzhou 2023: argento nei 400m misti, bronzo nei 200m misti.
- Campionati asiatici

Foshan 2009: oro nei 400m misti.
Tokyo 2016: oro nei 400m misti e nella 4x200m sl, argento nei 200m farfalla e nei 200m misti.
- Universiadi

Taipei 2017: oro nei 400m misti, argento nei 200m farfalla e nei 200m misti.

## International Swimming League
| Stagione 2019   | Stagione 2020 | Stagione 2021    |
| --------------- | ------------- | ---------------- |
| Energy Standard | -             | Tokyo Frog Kings |

## Riconoscimento
- Pacific Rim Swimmer of the Year: 2019